# Amélékia
Amélékia est une localité de l'est de la Côte d'Ivoire, et appartenant au département d'Abengourou, Région Indénié-Djuablin. La localité d'Amélékia est un chef-lieu de commune.